# Erich Fellgiebel
Erich Fellgiebel, född 4 oktober 1886 i Pöpelwitz, död 4 september 1944 i Berlin, var en tysk yrkesmilitär och general inom signaltrupperna (General der Nachrichtentruppen). Han deltog i attentatet mot Adolf Hitler den 20 juli 1944.

## Biografi
Fellgiebel tog 1905 värvning i den preussiska armén som fanjunkare i signaltrupperna. Under första världskriget var han knuten till generalstaben. I augusti 1938 utnämndes Fellgiebel till chef för den tyska krigsmaktens kommunikationsnät. Genom sin handledare, generalöverste Ludwig Beck, kom Fellgiebel i kontakt med motståndskretsen inom militären. 
Fellgiebel deltog i utarbetandet av Operation Valkyria, den plan som innebar att de sammansvurna vid Hitlers död skulle arrestera den nazistiska ledningen och ta över makten. Den 20 juli 1944 deltog överste Claus Schenk von Stauffenberg i en militär överläggning med Hitler i Wolfsschanze utanför Rastenburg. Han placerade en tidsinställd bomb i konferensrummet och for skyndsamt tillbaka till Berlin för att därifrån leda kuppen. Fellgiebels uppgift bestod i att skära av Wolfsschanzes alla telefonkontakter med omvärlden. Fellgiebel lyckades inte att helt avbryta telefontrafiken och i Berlin fick Joseph Goebbels inom kort kännedom om mordförsöket på Hitler. När Fellgiebel insåg att kuppen hade misslyckats, återupprättade han telefonledningarna och meddelade motståndsmännen i Berlin att Hitler hade överlevt. Fellgiebel greps av Wilhelm Keitel och ställdes den 10 augusti inför Folkdomstolen och domaren Roland Freisler. Fellgiebel dömdes till döden för högförräderi och avrättades genom hängning i fängelset i Plötzensee.

## Utmärkelser
- Järnkorset av första klassen
- Järnkorset av andra klassen
- Bayerska militärförtjänstorden av fjärde klassen med svärd
- Militärförtjänstkorset av tredje klassen med krigsdekoration
- Gallipolistjärnan
- Officerskorset av Militärförtjänstorden
- Ärekorset
- Wehrmachts tjänsteutmärkelse av fjärde, tredje, andra och första klassen
- Frihetskorsets orden av första klassen med eklöv och svärd: 25 mars 1942

## Populärkultur
I filmen Valkyria från 2008 gestaltas Erich Fellgiebel av Eddie Izzard.

### Webbkällor
- ”July 20, 1944” (på engelska). Plötzensee Memorial Center. Gedenkstätte Deutscher Widerstand. 2003. Arkiverad från originalet den 7 december 2011. https://www.webcitation.org/63lLxS8bQ?url=http://www.gedenkstaette-ploetzensee.de/12_e.html. Läst 7 december 2011.
- Miller, Michael D.; Collins, Gareth. ”General der Nachrichtentruppe Erich Fellgiebel” (på engelska). Axis Biographical Research. Arkiverad från originalet den 7 augusti 2014. https://archive.today/20140807203117/http://www.geocities.com/~orion47/WEHRMACHT/HEER/General/FELLGIEBEL_ERICH.html. Läst 7 augusti 2014.